# Rosyjska ekspedycja do Chiwy (1839)
Rosyjska ekspedycja do Chiwy – atak Imperium Rosyjskiego na Chanat Chiwy w 1839 roku.

## Geneza

### Wstęp
Rosyjska obecność w rejonie Azji Centralnej istniała praktycznie od XVI wieku, gdy car Iwan IV Groźny rozpoczął wysyłanie pierwszych ekspedycji kozackich za Ural w celach handlowych, kolonizacyjnych i geograficznych.
W wieku XIX Azja Centralna stała się miejscem ukrytej walki (nazywanej Wielką Grą) pomiędzy Imperium Rosyjskim a Imperium Brytyjskim. Ci pierwsi potrzebowali nowych rynków zbytu i nowych ziem do kolonizacji, natomiast Ci drudzy bali się zbytniego zbliżenia Rosji do granic Indii Brytyjskich.
Istniejące w tym rejonie państwa, w tym Chanat Chiwy, były jednak odseparowane od rodzącego się Imperium Rosyjskiego licznymi barierami geograficznymi.
Pierwsza rosyjska ekspedycja w rejon Chiwy, Samarkandy i Kokandu, miała być wysłana w 1825 roku, z polecenia cara Aleksandra I. Należy jednak podkreślić, że zgromadzone wojska nie były przygotowane na warunki klimatyczne panujące na pustyniach, przez które mieli przejść. Plany ekspedycji zostały jednak przerwane przez śmierć cara.
W tym samym roku jednak odbyła się wyprawa pułkownika Fiodora Fiodorowicza Berga w rejon Jeziora Aralskiego, jednak miała ona charakter głównie wyprawy geograficznej. Badania pułkownika pozwoliły na wykonanie dokładniejszych map tego rejonu (sam pułkownik zresztą z wykształcenia był kartografem wojskowym).
Następna wyprawa na południe z rosyjskiego Orenburga miała ruszyć na południe na przełomie listopada i grudnia 1830 roku. Wojsko to jednak zostało zatrzymane i skierowane do tłumienia Powstania Listopadowego. Działo się to za panowania cara Mikołaja I.

### Nowy gubernator Orenburga
W 1833 roku zmarł hr. Paweł Suchtelen, dotychczasowy Generał Gubernator Orenburga. W miejsce jego zastępcy wybrany został generał Pierowski. Człowiek ten znany był ze swojej ambicji, żądzy sławy i uporu w dążeniu do celów. Był on zwolennikiem zdecydowanych kroków w ekspansji Rosji w rejonie, co różniło go znacznie od swojego poprzednika. Jako dawny przyjaciel zabaw cara Aleksandra I, miał też bardzo dobre kontakty z carskim dworem.
Już we wrześniu 1833 roku gen. Pierowski wysłał list do Azjatyckiego Departamentu Ministerstwa Spraw Zagranicznych. Na podstawie doniesień o działalności agentury brytyjskiej oraz sytuacji panującej w poszczególnych państewkach, motywował on bardziej aktywne działania w tym regionie. Związane to było m.in. z wyprawą Sir Alexandra Burnesa oraz wzmożone działania brytyjskiej dyplomacji i wywiadu w Turcji i Persji.

### Wyprawa Witkiewicza (1835-1836)
W związku z zaniepokojeniem rosyjskiej dyplomacji, postanowiono wysłać z misją do Buchary polskiego zesłańca w służbie carskiej, Jana Prospera Witkiewicza, uwolnionego w 1829 roku za wstawiennictwem Aleksandra von Humboldta. Witkiewicz szybko awansował u Pierowskiego do stopnia oficerskiego i był częstym pośrednikiem między generałem a lokalną starszyzną plemienną.
Witkiewicz wyruszył z Orska karawaną 9 listopada 1835 roku i po prawie dwóch miesiącach dotarł do Buchary. Doszło tam jednak do dekonspiracji, w wyniku której musiał szybko uciekać z miasta. Do Orska powrócił 18 marca.
Witkiewicz przedstawił przełożonym dogłębną analizę lokalnych stosunków społecznych i ekonomicznych, w tym polityczne zarzewia ewentualnych konfliktów wewnątrz chanatu.

## Przygotowania do wyprawy[3]

### Działania dyplomatyczne
W 1836 roku gen. Pierowski dekretem nakazał zatrzymanie wszystkich Chiwańczyków na terenie Guberni Orenburskiej. Dodatkowo zarekwirowano chiwańskim kupcom towary. Łącznie zatrzymano 527 osób i zarekwirowano towary o wartości ok. 1,4 mln rubli. Pretekstem do tych działań było przetrzymywanie przez Chana Chiwy poddanych cara jako zakładników.
Po zatrzymaniu gubernator wysłał do Chana list w formie ultimatum, żądając wydania rosyjskich poddanych (traktowanych jak niewolników), wstrzymanie napadów na karawany rosyjskie i zapewnienie suwerenności plemionom Kazachskim. Zapewnił także o braku ochoty do jakichkolwiek negocjacji ze strony Rosji. Handel z Chiwą zamarł.
Chan w 1837 roku odesłał do Rosji 25 jeńców i podarki. Generał jednak, popierany przez cara, uznał te działania za niezadowalające i odesłał podarki.
W 1839 roku odesłano do Rosji następnych 80 niewolników, jednak z takim samym skutkiem.
Z uwagi na sprzeciw dla ataku na Chiwę ze strony Ministra Spraw Zagranicznych i Ministra Wojny, Pierowski osobiście stawił się w Petersburgu, by przedłożyć swoje plany przez carem.
Mikołaj I pozwolił Gubernatorowi na dokonanie ekspedycji dopiero po jego zapewnieniu, że bierze za nią pełną odpowiedzialność.
12 marca 1839 roku car powołał specjalny komitet mający czynić przygotowania do wojny. Pierwotnie utajniono charakter wyprawy. Miała ona być ekspedycją naukową i wyruszyć wiosną 1840 roku pod dowództwem gen. Pierowskiego.
Zaplanowano jednak nie włączać chanatu do Imperium Rosyjskiego a jedynie zmienić rządzącego chana Ałła Kułła kimś gotowym na ustępstwa wobec Rosji.
Tymczasem Brytyjczycy zdążyli już w kwietniu 1839 roku obalić prorosyjsko nastawionego Dosta Mahometa, rządzącego w Afganistanie i zastąpili go probrytyjskim szachem Sundżą. Przyspieszono więc starania o wejście do Chiwy.
Utrzymanie w tajemnicy planowanej wyprawy jednak nie udało się. Poczynionymi przygotowaniami zainteresował się brytyjski wywiad, a rząd londyński wysłał do Chiwy 25 ekspertów wojskowych, by pomogli organizować obronę miasta.
W związku z tymi wydarzeniami Pierowski wymusił cofnięcie terminu wymarszu na przełom listopada i grudnia 1839 roku. Tym sposobem wybrano najtrudniejszy z logistycznego punktu widzenia termin – spodziewano się problemów z zaopatrzeniem w wodę i dokuczliwych upałów.
Ta decyzja wzmogła ciąg zdarzeń po drugiej stronie. Szach Ałła Kułł zaczął szukać wsparcia u władcy Afganistanu, a brytyjski major Todd z Heratu wysłał do Chiwy swojego zaufanego oficera Jamesa Abotta, by pomagał w ewentualnych negocjacjach z Rosjanami. Brytyjczycy próbowali nakłonić chana do wypuszczenia wszystkich rosyjskich niewolników, póki Pierowski jest jeszcze daleko, w Orenburgu. Nie zdołali jednak przekonać chana przed wyruszeniem ekspedycji Pierowskiego.

### Przygotowania militarno-logistyczne
Do ataku na Chiwę wyznaczone zostały 1., 2., 3., i 4. orenburski batalion liniowy. Dowodził nimi generał podporucznik Tołmaczew. Jednostki te jednak nie były doświadczone bojowo, przeważnie zajmowały się eskortowaniem więźniów. Jednostkom tym brakowało także doświadczonych oficerów. Pierwszy problem gen. Pierowski rozwiązał wprowadzając surową dyscyplinę,
Ogółem w ekspedycji udział wzięło
- 582 rosyjskich rekrutów;
- 549 polskich rekrutów;
- 1578 Polaków z poprzednich branek;
- 1694 zesłańców i innych więźniów;

Skład narodowościowy jeden z wyższych oficerów skomentował słowami "2/3 liniowej piechoty była niepewna".
Dowódcą kawalerii (uralskich i orenburskich Kozaków oraz jednostek nieregularnych) był Polak – generał major Stanisław Timofiejewicz Ciołkowski. Z jednej strony miał on pod komendą najlepiej przygotowane do walk stepowych jednostki uralskie, z drugiej jednak – niedawno sformowany pułk orenburski.
Wyposażenie artyleryjskie wyprawy stanowiło 16 armat wagomiaru od 6 do 12 funtów, oraz 4 wyrzutnie rakietowe. Dowódcą artylerii był pułkownik Koźmiński.
Łącznie z oddziałami przeznaczonymi do obsługi m.in. pontonów i składanych łodzi, siły ekspedycyjne liczyły 5325 żołnierzy.
W momencie podjęcia decyzji o wymarszu doszło do ściągania przeznaczonych do wymarszu wojsk do Orenburga, gdyż tylko 2. batalion liniowy tam stacjonował w czasie pokoju. Rozpoczęto wzmożone przygotowania – szyto ciepłe ubrania, oraz w wybudowanych od nowa pieca, suszono jedzenie na wyprawę. Pakowano także siano w sześciany dla łatwiejszego transportu, a specjalnie do tego kupioną maszynę parową obsługiwał Anglik. Cały bagaż zapakowano na 11,5 tys. wielbłądów.
30 maja 1839 roku wysłano w step pułkownika Giece, którego podwładni wybudowali dwa umocnione punkty, mające pełnić funkcję obozów przejściowych. Wybudowano dwa umocnione punkty, których łączny garnizon wynosił ok. 1000 żołnierzy.
14 listopada 1839 roku generał Pierowski wydał deklarację, w której oskarżał Chanat Chiwy o wiele przewinień względem Rosji i ogłaszał wyprawę mającą zapewnić bezpieczeństwo rosyjskim poddanym w Chiwie.

## Organizacja wyprawy podczas wymarszu[3]

### I Kolumna
Dowódca: generał Tołmaczow (jednocześnie dowódca całej piechoty)
Skład:
- batalion piechoty
- 100 Kozaków orenburskich
- 2 armaty z obsługą
- 360 Kazachów
- 1800 jucznych wielbłądów

Wymarsz: 14 listopada z Orenburga

### II Kolumna
Dowódca: pułkownik Koźmiński (jednocześnie dowódca całej artylerii)
Skład:
- batalion piechoty
- 50 Baszkirów
- 50 Kozaków orenburskich
- dwie 10-funtowe armaty z obsługą
- 400 Kazachów
- 2000 jucznych wielbłądów

Wymarsz: z Orenburga 15 listopada

### III Kolumna
Dowódca: pułkownik Mansurow
Skład:
- batalion piechoty
- dywizjon Kozaków orenburskich
- 100 Kozaków uralskich
- dwie 12-funtowe armaty i sześć mniejszych z obsługą
- 4 drużyny rakietowe
- oddział marynarzy (przeznaczony do łodzi i pontonów)
- cerkiew polowa
- szpital polowy
- sztab
- 7000 Kazachów
- 3600 jucznych wielbłądów

Wymarsz: z Orenburga 16 listopada

### IV Kolumna
Dowódca: generał Ciołkowski (jednocześnie dowódca kawalerii, oraz Baszkirów i Kazachów)
Skład:
- batalion piechoty
- 100 Baszkirów
- 360 Kazachów
- dwa 5-funtowe działa z obsługą
- 1800 wielbłądów

Wymarsz: z Orenburga 17 listopada

### V Kolumna
Dowódca: pułkownik Biezianow
Skład:
- dwa pułki Kozaków uralskich
- oddział Kazachów
- 1800 jucznych wielbłądów
- (prawdopodobnie 2 brakujące armaty)

Wymarsz: 16 listopada z Kałmykowa

## Przebieg operacji

### Ceremonia wymarszu
14 listopada 1839 roku, podczas wymarszu pierwszej kolumny, doszło do ceremonii w Orenburgu.
Dzień był dość zimny, jednak żołnierze byli na to przygotowani, mając na sobie ciepłe mundury.
Pierwszy z oficerów na miejsce zgrupowania przybył gen. Tołmaczow, który dokonał przeglądu oddziałów. Następnie kontroli dokonał generał Pierowski, który wydał rozkaz paradnego przemaszerowania przez miasto. Przemarsz pierwszej kolumny przez plac paradny trwał około trzech godzin.
Potem oddziały wymaszerowały z miasta, przeszli przez rzekę, przybrali szyk bojowy i wzięli udział w nabożeństwie, w którym udział brała także lokalna ludność.

### Początek marszu
W ciągu pierwszych dni marszu na Chiwę, mróz nie przekraczał -15 stopni Celsjusza. Jednak potem, około 21 listopada osiągnął -22,5 a potem -36,3 stopnia Celsjusza i ta temperatura towarzyszyła dalszej marszrucie. Żołnierze rosyjscy, mieszkający w Orenburgu w ciepłych domach, początkowo mieli wielki problem ze zniesieniem mrozu. Nie mogli się przebierać, a kożuchy pod którymi spali przymarzały im do wąsów i włosów na głowie.
6 grudnia 1839 roku temperatura była już tak niska, że zamarzła żołnierzom rtęć w termometrach. Nie przeszkodziło im to jednak hucznie obchodzić imienin cara Mikołaja I.
Około 8 grudnia rozpętała się burza śnieżna, nie ustępująca do następnego popołudnia. Utrudniała ona zarówno widoczność, jak i nawet oddychanie. Te warunki zmusiły wojsko do chwilowego zatrzymania się.
19 grudnia oddziały dotarły do pierwszego obozowiska, przygotowanego w maju przez pułkownika Giece, nad rzeką Embą. Postanowiono zatrzymać się tam na kilka dni, by się zreorganizować, zredukować ciężar ładunków i opatrzyć chorych.

### Bitwa w rejonie Ak-Bułaku
18 grudnia, w okolicy Ak-Bułaku (drugie z tych obozowisk) zlokalizowano wrogi oddział w sile 2-3 tys. jeźdźców. Ogień karabinowy zatrzymał pierwsze szturmy, jak i próby ataków nocnych. Następnego dnia Chiwańczycy dowiedzieli się o nadchodzącym do obozu por. Jerofiejewie, idącym z rozkazem likwidacji obozowiska i mającym pod komendą 210 żołnierzy, w tym 70 jazdy i 140 kawalerii, oraz 230 wielbłądów. Rozbijający nocny obóz Rosjanie, zostali zaskoczeni przez chiwańskich i turkmeńskich jeźdźców, jednak szybko udało im się zorganizować obronę. Chiwańczycy zrabowali część zapasów i zapasowych koni, jednak odparto ich ogniem karabinowym. Nocą Chiwańczycy wykopali okopy, z których razili obrońców Ak-Bułaku ogniem karabinowym, jednak rosyjski wypad wypędził ich z zajmowanych pozycji. W wyniku porażek, Chiwańczycy próbowali nawet przeciągać Kazachów (w służbie cara) na swoją stronę. Wobec jednak braku skuteczności tej taktyki, wycofali się z rejonu Ak-Bułaku. Przez część bitwy porucznik Jerofiejew nie był w stanie dowodzić, gdy zobaczył jak jego przeciwnik traktuje pojmanego jeńca. Jednak po tym starciu jego dwóch podkomendnych (prawdopodobnie polskiego pochodzenia) doczekało się awansu oficerskiego, sam porucznik – Orderu Świętego Włodzimierza, a 23 szeregowych Kozaków odznaczono Krzyżami Św. Jerzego.

### Bunt Kazachów i dalsze wydarzenia w obozie Aty-Jakszy
Dowództwo korpusu ekspedycyjnego świadomie opóźniało wymarsz jednostek z obozu nad rzeką Embą. Ostatnia kolumna opuściła to miejsce 16 stycznia 1840 roku.
Wiadomość o przybyciu wojsk wroga, pomimo zwycięstwa Rosjan, nie zostały tam ciepło przyjęte. Po obozie rozchodziły się plotki o wielkości chiwańskiego wojska, rzekomym sojuszu z Chanatem Kokandu, Kilka dni po przybyciu wiadomości o niedawnym starciu tłum Kozaków oświadczył, że nie będzie brać dalszego udziału w kampanii. Tłum rozrósł się do takiego stopnia, że interweniować musiał sam generał Pierowski, którego mowa, grożąca podżegaczom najwyższym wymiarem kary, rozproszyła tłum. Ostatecznie bunt zakończył się dwoma rozstrzelanymi dla przykładu Kazachami, którzy upierali się przy powrocie do domu. Skazańcy do ostatnich sił namawiali swych pobratymców do odmówienia posłuszeństwa Rosjanom.
Do dowództwa docierały następne niepokojące informacje. Okazało się, że przesyłany do nich prowiant drogą morską przez Morze Kaspijskie, w większości zatonął, a resztę spalili Turkmeni.
Po dotarciu do obozu Aty-Jakszy, okazało się, że niemal 1/4 lokalnego garnizonu choruje. Ponadto wśród Kazachów zaczęła szerzyć się ospa. Z 652 chorych, około połowy wyzdrowiało, 34 zmarło, a 24 odesłano z powrotem do Orenburga. Dotychczasowego przebiegu wyprawy nie przeżyła także 1/5 wielbłądów.
Wymarsz z obozu trwał, kolumnami, od 31 grudnia 1839 roku, do 16 stycznia 1840 roku. Generał Pierowski wysyłał zwiady w kierunku płaskowyżu Ust-Urt, jednak nie przyniosły one żadnych istotnych informacji ani o dalszej drodze do Chiwy, ani o położeniu wojsk wroga. Do obozu dotarła także informacja o pojmaniu wysłanych z Orenburga handlarzy wielbłądów, którzy mieli je dostarczyć siłom ekspedycyjnym, wpadli jednak w ręce Kazachów i zostali odesłani do Chiwy jako jeńcy-niewolnicy.
Po dotarciu do Ak-Bułaku okazało się, że zaledwie połowa wielbłądów jest zdolna do dalszej drogi. Było to wynikiem bardzo dotkliwego mrozu i braków w zaopatrzeniu. Ludzie grzęźli w bardzo wysokim śniegu, pomimo zimowych butów i rakiet śnieżnych. Obóz Ak-Bułaku był w bardzo złym stanie – niezdolny zapewnić żołnierzom pralni, łaźni, pełni zawilgotniałych ziemianek, bez źródeł pitnej wody i szczątkowej choćby roślinności.

## Odwrót
Dowódca ekspedycji, Wasilij Pierowski, dość szybko zorientował się, że dalszy marsz jest utrudniony przez braki logistyczne i bardzo niesprzyjające warunki pogodowe. 1 lutego 1840 roku wydał on rozkaz, nakazujący powrót do Orenburga. Doszło do likwidacji okozu w Ak-Bułaku, a zadanie to powierzono polskiemu oficerowi w służbie cara – Alojzemu Pieślakowi, który potem opisał tę misję we wspomnieniach.
W drodze powrotnej porąbano składane łodzie i przeznaczono je na opał. Poza tym zwierzęta juczne wracały już wydeptanymi wcześniej ścieżkami. Oba te czynniki znacząco przyspieszyły tempo odwrotu.
W okolicach 13-17 lutego korpus dotarł nad Embę. Dalszy powrót wymagał dostarczenia większej ilości wielbłądów, co jednak zimą było niewykonalne. Postanowiono poczekać do wiosny. 24 lutego wysłano oddział, pod dowództwem pułkownika Giece, mający zdobyć jedzenie dla zwierząt i ludzi.
Zatrzymanie natarcia Rosjan wywołało po drugiej stronie frontu efekt odwrotny do spodziewanego. Chan, spodziewając się kontynuowania ofensywy wiosną ze świeżymi rosyjskimi siłami, zaczął być bardziej skłonny do rokowań politycznych. Respekt władcy wzbudziła także zaciekła obrona Rosjan pod obozem w Ak-Bułaku.
Po otrzymaniu informacji o sukcesywnym skupie wielbłądów przez pułkownika Giece, generał Pierowski opuścił obóz 1 kwietnia, a 11 kwietnia był już w Orenburgu. Tymczasem 19 kwietnia do obozu nad Embą przybyli posłowie chana Chiwy. Z uwagi na pogłoski o nadciągających dużych siłach chana, posłów pierwotnie uznano za szpiegów. Dopiero, gdy zwiadowcy potwierdzili brak znaczących jednostek w okolicy, wysłuchano ich propozycji. Nieśli oni listy od Chana Chiwy do generała Pierowskiego.
W połowie maja do obozu przybyła nowa partia wielbłądów z Orenburga, więc 18 maja rozpoczęto ostatni etap ewakuacji wojska ze stepu. 31 maja siły rozdzieliły się. Jedna część miała ruszyć do Orenburga, a druga – do Orska. Ci pierwsi do swego celu dotarli 8 czerwca 1840 roku.

## Działania kapitana Jamesa Abbota w Chiwie
Gdy rozpoczął się odwrót Rosjan z powrotem do Orenburga, do Chiwy przybył z Heratu kpt. James Abbot. Jego przybyciu towarzyszyła jednak plotka, że jest on rosyjskim szpiegiem podszywającym się pod brytyjskiego oficera. Chan zabiegał o pomoc Korony Brytyjskiej, więc przyjmował gościa, choć traktował go z lekkim dystansem.
Wtedy Abbot przedstawił Chanowi pełnomocnictwa, udzielone mu w Heracie przez jego przełożonych. Chana rozczarował fakt, że zamiast planu pomocy wojskowej, oficer zasypał go radami. Kapitan odpowiedział, że takie kompetencje może udzielać tylko rząd w Londynie, a na to nie ma czasu. Chan omawiał z Brytyjczykiem także cechy państwa i wojska Rosji i Wielkiej Brytanii. Chan zachwalał rosyjską artylerię, Abbot natomiast – Royal Navy.
Chiwańczycy byli święcie przekonani, że poradzą sobie z odparciem inwazji, mimo opowiadań Abbota o rosyjskim potencjale militarnym. Ministrowie Chanatu unosili się honorem i argumentowali swoje podejście chęcią pójścia do raju w akcie męczeńskiej śmierci, jednak oficer zapytał czy nie jest im obojętny los ich żon i córek, mających wpaść w ręce Rosjan. Ten argument ostatecznie przekonał Chiwańczyków do mniej agresywnej postawy w rokowaniach z wrogiem i do zmiany postawy wobec Brytyjczyków.

## Zawarcie pokoju
Do Chiwy dotarły informacje o zatrzymaniu ekspedycji Rosjan, jednak zwiadowcy nie donieśli o rozkazie do odwrotu. Chan, przekonany, że Rosjanie wznowią ofensywę wiosną, zaczął formować poselstwo do wroga. Proponował kapitanowi Abbotowi udział w tym poselstwie, ten jednak odmówił. Zmieniło się także podejście do zakładników-poddanych Cara. Wśród nich najznaczniejszą osobistością był kornet Aitow. Jego traktowanie z więźnia zostało zmienione na bardziej przyjazne. Chan, przed wysłaniem poselstwa, skonsultował z nim (mającym poważanie u Kazachów), jak należy prowadzić rokowania z Carem.
19 lipca 1840 roku chan zakazał pod karą śmierci brania Rosjan w niewolę i napadania na rosyjskie karawany. Gest ten miał wtedy małe znaczenie, bo od początku konfliktu handel Chiwy z Rosją był zatrzymany. Następnie jednak zwolnił z niewoli wszystkich poddanych cara. Ci zgłaszali się do Aitowa, który miał kontrolować, czy zwalnianie z niewoli przebiega zgodnie z wolą chana i cara. Każdy zwolniony dostawał od chana zapas gotówki, jedzenia i jednego wielbłąda. 23 sierpnia 1840 roku Aitow przybył do Orenburga, a 18 października do tego miasta przybyło 416 zwolnionych z niewoli.
W odpowiedzi na te działania, Rosjanie zwolnili kupców chiwańskich, oddając im towar, lub wypłacając zapomogi.
Generał Pierowski wyruszył do Petersburga, poinformować cara o przyczynach niepowodzenia wyprawy. Tam jednak car nie udzielił mu natychmiastowej audiencji. Gdy jednak do niej doszło, generał poprosił monarchę o zgodę na wyjazd na leczenie, a Mikołaj I tę propozycję honorowej dymisji przyjął.
1 sierpnia 1841 roku wysłano z Orenburga poselstwo do Chiwy, na czele z kapitanem Nikiforowem (szefem sztabu wyprawy). Sam oficer zmarł przed sporządzeniem raportu z rozmów, dlatego ich przebieg jest rekonstruowany na domysłach.
W celu dokończenia rozmów wysłano drugie poselstwo, na czele z pułkownikiem Danilewskim. Ten był lepiej przygotowany, zabrał zarówno niezbędnych tłumaczy, jak i na przykład dary dla chana i jego ministrów. Do jego zadań należało m.in. ustalenie nowej granicy między państwami, zabieganie o uwolnienie jeńców perskich w niewoli chiwańskiej (Persja była wtedy sojusznikiem Rosji), czy podpisanie umowy handlowej Chiwy z Rosją, by ograniczyć napady Turkmenów na rosyjskie karawany. Mając jednak w planach kolejne wyprawy w tym kierunku, polecono także poselstwu dokonać rozpoznania topograficznego terenu. W tym celu zabrano ze sobą dwóch topografów wojskowych. Poselstwo pułkownika Danilewskiego wyruszyło 1 sierpnia 1842 roku, a cel osiągnęło 19 października.
Pułkownik został przyjęty przez chana na audiencji dopiero 30 października. Chan, świadomy zwycięstwa, traktował oficera z wyższością. Pierwsza audiencja skończyła się jednak na przyjęciu podarunków, w tym pozłacanej karocy z otwieranym dachem.
Druga audiencja odbyła się 10 listopada, lecz z uwagi na zły stan zdrowia chana, rozmowy prowadzili jego ministrowie. Ci regularnie odwiedzali poselstwo, będąc hojnie obdarowywani. Mimo tego jednak, rokowania nie drgnęły.
W okolicach 20 listopada chan Ałła-Kuł zmarł, a tron objął jego syn – Muhammad Rahim Kuli. Ten jednak zaczął traktować Rosjan z otwartą wrogością. Pewnego dnia jeden z ministrów ostrzegł Danilewskiego, że poselstwo ma spotkać pojmanie w ciągu najbliższych dni. Minister przyznał także, że służył u Rosjan, jednak musiał uciekać z Imperium i udał się do Chiwy. Pułkownik jednak poinformował swoich ludzi, że w przypadku ataku ludzi chana, mają bronić się do końca.
Kilka dni później Danilewski zapytał głównego ministra Chiwy, czy rozmowy będą jeszcze prowadzone. Ten jednak udzielił wymijającej, niejednoznacznej odpowiedzi. Zawieszenie rokowań tłumaczył niedoświadczeniem nowego władcy i wezwał pozostałych ministrów. W ich obecności pułkownik zagroził ponowieniem ofensywy Chiwę w przypadku jakiejkolwiek zniewagi dokonanej na posłach. To ultimatum zmieniło stosunek ministrów do traktatu pokojowego – wznowiono rozmowy.
Danilewskiemu wyznaczono audiencję u Chana, który przyjął go bardziej uprzejmie. Chan kategorycznie odmówił uwalniania Persów, doszło jednak do sporządzenia tekstu umowy handlowej. Zapewniała ona swobodę karawanom i chroniła ich od Turkmenów i Kazachów. Wprowadzono bezcłowy handel i zakazano Chiwańczykom napadania na Rosjan, wraz z braniem ich w niewolę. Umowa określała także przebieg granicy rosyjsko-chiwańskiej, wzdłuż rzeki Syr-darii i płaskowyżu Ust-Urtu. Nie udało się jednak doprowadzić do otwarcia w Chiwie rosyjskiego przedstawicielstwa dyplomatycznego czy handlowego.
Na początku ministrowie chana zwlekali z opieczętowaniem umowy, jednak po otrzymaniu wykonanych na carskie zamówienie, genewskich pozłacanych zegarków kieszonkowych, zgodzili się dopełnić formalności. 27 grudnia pod umową znalazły się pieczęci ministrów Chiwy i chana Muhammada Rahima Kuli.

## Skutki wyprawy[3]
W Guberni Orenburskiej wyprawa doprowadziła do większej polaryzacji ludności i pogłębienia podziałów na chrześcijan i muzułmanów. Straty Rosjan wynosiły 1054 zabitych żołnierzy, oraz ogromną ilość zwierząt (głównie wielbłądów), w trakcie 8 miesięcy wędrówki przez step. Doszło do kłótni pomiędzy Kozakami i Kazachami. Ci ostatni uważali za hańbiące zakończenie kampanii odwrotem, jednak uspokoiła ich obietnica ponowienia ekspedycji.
Nie doszło do spełnienia celów politycznych i wojskowych, pokładanych w ekspedycji.
Podpisanie umowy pod koniec 1842 roku ożywiło znacznie handel między Chiwą a Rosją. Ograniczenie napadów Turkmenów pozwoliło kupcom organizować mniejsze, za to częstsze karawany, co zmniejszyło koszta organizacji tych przedsięwzięć.